# Бутень клубненосный
Бу́тень клубнено́сный (лат. Chaerophýllum bulbósum) — вид травянистых растений семейства Зонтичные (Apiaceae). Распространён в умеренном климате Европы.

## Название
Латинское родовое название лат. Chaerophyllum образовано от корней др.-греч. χαίρω (kairo, kero) — «приятный, радостный» + др.-греч. φύλλον (filon) — «лист» и отражает приятный аромат листьев. Этимология русскоязычного названия не ясна. 
Латинский видовой эпитет лат. bulbosum (от лат. bulbus -"с клубнями" + лат. -ōsus - суффикс образования прилагательного от существительного) имеет значение "имеющий клубни, клубненосный".

## Ботаническое описание

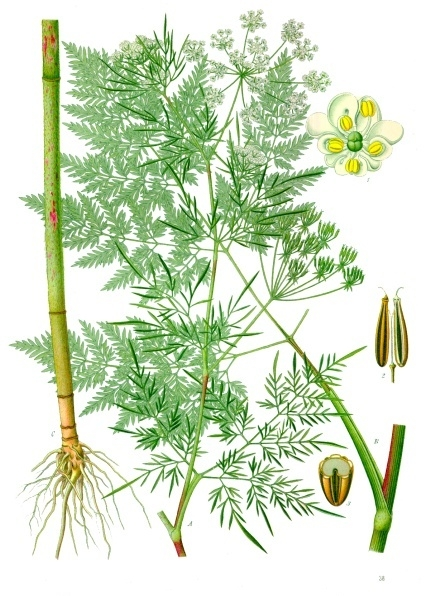

Травянистое двулетнее или многолетнее, редко однолетнее, растение.
Стебель полый, прямой, ветвистый высотой 60—180 см, в нижней части опушённый, покрыт фиолетовыми пятнами, вверху голый, под узлами нередко вздутый.
Корневище клубневидное, яйцевидное.
Листья серо-зелёные; нижние трижды перисто-рассечённые, с продолговатыми ланцетными долями на длинных черешках; верхние почти сидячие, с длинными влагалищами.
Соцветие — сложный зонтик. Лепестки белые. Цветёт в июне — июле.
Плоды линейно-продолговатые. Плодоносит в августе.
Бутень клубненосный морфологически очень схож с бутнем Прескотта (Chaerophyllum prescottii DC.); различается только по однобоким обёрточкам (из трёх-пяти неравных по доле листочков) и коротким, вниз отогнутым стилодиям.

## Распространение и экология
Произрастает от Швеции и Финляндии на севере до Турции и Ирана на юге, от Франции на западе до Урала на востоке. Встречается в Ленинградской области.
Растёт среди кустарников, по обочинам дорог.

## Химический состав
Во всех частях растения содержится летучий алкалоид херофиллин, в корнях содержится крахмал (около 20%), эфирное масло.

## Хозяйственное значение и применение
Клубни без верхней кожицы на Кавказе употребляют в пищу.
Корни употребляют в пищу сырыми, варёными и жареными. Из молодых побегов варят супы и борщи.
Настойку корня в народной медицине используют при желудочных заболеваниях.
Растение иногда разводят на огородах как овощное растение под названием «кервельная репа».
|                                                         |  |  |
| Бутень клубненосный — клубни, нижняя часть стебля, лист |  |  |

## Классификация

### Таксономия[6]
Chaerophyllum bulbosum L., 1753, Sp. Pl. 258
Вид Бутень клубненосный относится к роду  Бутень (Chaerophyllum) семейства Зонтичные (Apiaceae) порядка Зонтикоцветные  (Apiales). Кладограмма в соответствии с Системой APG IV:
|  |                                      |  |                                   |                                   |                     |  | ещё 6 семейств | ещё 6 семейств |                     |  |  |  | еще 71 подтвержденный вид и 22 в статусе "непроверенных" |
|  |                                      |  |                                   |                                   |                     |  | ещё 6 семейств | ещё 6 семейств |                     |  |  |  | еще 71 подтвержденный вид и 22 в статусе "непроверенных" |
|  |                                      |  |                                   | порядок Зонтикоцветные            |                     |  |                |                | род Бутень          |  |  |  |                                                          |
|  |                                      |  |                                   | порядок Зонтикоцветные            |                     |  |                |                | род Бутень          |  |  |  |                                                          |
|  | отдел Цветковые, или Покрытосеменные |  |                                   |                                   | семейство Зонтичные |  |                |                | Бутень клубненосный |  |  |  |                                                          |
|  | отдел Цветковые, или Покрытосеменные |  |                                   |                                   | семейство Зонтичные |  |                |                |                     |  |  |  |                                                          |
|  |                                      |  | ещё 63 порядка цветковых растений | ещё 63 порядка цветковых растений |                     |  |                | ещё 447 родов  | ещё 447 родов       |  |  |  |                                                          |
|  |                                      |  |                                   | ещё 63 порядка цветковых растений |                     |  |                |                | ещё 447 родов       |  |  |  |                                                          |

### Синонимы
- Chaerophyllum bulbosum f. glabrum  Cheshm. & Delip.
- Chaerophyllum bulbosum var. caucasicum  Fisch. ex Hoffm.
- Chaerophyllum caucasicum  (Fisch. ex Hoffm.) Schischk.
- Chaerophyllum laevigatum  Vis.
- Chaerophyllum neglectum  W.J.Zinger
- Chaerophyllum rapaceum  Alef.
- Chaerophyllum verticillatum  Pers.
- Myrrhis tuberosa  Jundz.
- Polgidon bulbosum  (L.) Raf.
- Scandix bulbosa  Roth
- Selinum bulbosum  E.H.L.Krause